# تود كيسلر
تود كيسلر (بالإنجليزية: Todd Kessler)‏ هو كاتب سيناريو أمريكي، ولد في 6 يونيو 1954 في نيويورك في الولايات المتحدة.

## وصلات خارجية
- تود كيسلر على موقع IMDb (الإنجليزية)
- تود كيسلر على موقع قاعدة بيانات الفيلم (الإنجليزية)